# 吉藤幸朔
吉藤 幸朔（よしふじ こうさく、1909年9月26日 - 1995年3月11日）は、日本の法学者。元通産官僚。

## 概要
吉藤の主要著作である『特許法概説』は、1968年に初版が発行されたもので、実務に重点を置き、通常の法律書とやや異なる構成を採るものの、日本の特許法についての基本書とされる。以後、改訂を加えて1994年12月には第10版に達し、吉藤の没後も、熊谷健一の補訂により1998年11月発行の第13版まで刊行が続けられた。

## 略歴
- 1909年 - 石川県金沢市で生まれる[1]
- 1933年 - 東京帝国大学工学部卒業、特許局（後の特許庁）に入る
- 以後、特許庁審判部長、審査第二部長などを歴任
- 1968年に退官後、東京大学講師、弁理士審査会会長、工業所有権審議会委員などを歴任
- 1979年 - 勲三等旭日中綬章受章
- 1995年3月 - 逝去

## 著書
- 『特許法概説』（有斐閣）
- 『特許・意匠・商標の実務相談（実務相談シリーズ 8）』（紋谷暢男と共著、有斐閣）
- 『特許・意匠・商標の法律相談（法律相談シリーズ 18）』（紋谷暢男と共著、有斐閣）
- 『工業所有権用語辞典』（共編、日本工業新聞社）
- 「工業所有権の基本的課題」（上・下）（共著、有斐閣）